# Akihito Nakamura
Aketo Nakamura (中村 明人 Nakamura Aketo?, 11 de abril de 1889 – 12 de septiembre de 1966) o Akihito Nakamura fue un teniente general japonés durante la II Guerra Mundial.

## Invasión japonesa de la Indochina francesa
Nakamura participó en la invasión japonesa de la Indochina francesa en 1940, siendo el jefe de la 5.ª División.

## Años posteriores
El 4 de enero de 1943, recibió el cargo de Oficial General en Tailandia, primeramente como Comandante de la Guarnición de Siam, a continuación, Comandante del  Trigésimo Noveno Ejército japonés, y, finalmente, el 7 de julio de 1945, del Ejército de Área 18 de Japón. Al final de la guerra, rindió sus tropas ante los aliados y se jubiló en el año 1946.